# 費季伊夫卡 (博布里涅茨區)
48°1′19″N 31°46′46″E / 48.02194°N 31.77944°E
費季伊夫卡（烏克蘭語：Федіївка），是烏克蘭中部的村莊，隸屬基洛夫格勒州的克羅皮夫尼茨基區。該村始建於1921年，面積1.54平方公里，海拔高度192米，2001年人口520，人口密度每平方公里337.2人。